# Tereza Vanžurová
Tereza Vanžurová (Benešov, 4 aprile 1991) è una pallavolista ceca, opposto del Casalmaggiore.

## Carriera
La carriera di Tereza Vanžurová comincia nel 2003 esordendo nella squadra della sua città natale, il Volejbalový Klub Benešov, dove resta per due stagioni. Nell'annata 2005-06 passa al Policejní volejbalový klub Olymp Praha, dove, in sei stagioni si aggiudica la vittoria del campionato 2007-08 e della Coppa della Repubblica Ceca 2006-07; nel 2010, dopo aver fatto parte delle nazionali giovanili, ottiene le prime convocazioni nella nazionale ceca.
Nella stagione 2012-13 si trasferisce in Italia, ingaggiata dall'AGIL Volley di Novara, militante in Serie A2, con cui ottiene la promozione in Serie A1 e nella quale esordisce con lo stesso club nella stagione successiva, categoria dove milita anche nell'annata 2014-15 con la Pallavolo Scandicci.
Resta in Serie A1 anche per la stagione 2015-16 quando gioca per l'Azzurra Volley San Casciano, mentre in quella successiva è in Serie A2 con la Polisportiva Filottrano Pallavolo, con cui vince la Coppa Italia di categoria 2016-17, aggiudicandosi anche il riconoscimento di MVP. Rientra in campo a metà campionato 2017-18 vestendo la maglia del Cuneo Granda; dopo essersi fermata per un'annata, nella stagione 2019-20 firma per il Pałac Bydgoszcz, nella Liga Siatkówki Kobiet polacca. Nell'annata 2020-21 si accasa al Casalmaggiore, in Serie A1.

## Palmarès

### Club
- Campionato ceco: 1

2007-08
- Coppa della Repubblica Ceca: 1

2006-07
- Coppa Italia di Serie A2: 1

2016-17

### Premi individuali
- 2017 - Coppa Italia di Serie A2: MVP